# 皮舍维莱尔
皮舍维莱尔（法語：Puchevillers）是法国皮卡第大区索姆省的一个市镇，属于亚眠区阿舍昂纳米耶努瓦县。该市镇2009年时的人口为555人。

## 人口
皮舍维莱尔人口变化图示
| 数据来源：INSEE |